# بركان ناعم (مسلسل)
بركان ناعم هو مسلسل كويتي من تأليف سلوان وإنتاج المجموعة الفنية للإعلان وإخراج خالد الرفاعي والعرض الأول (1 رمضان 1434 هـ 10 يوليو 2013).

## قصة المسلسل
حين تمزج الرومانسية بالقضايا والمشاكل الاجتماعية حتما ستعبر عن واقع حقيقي عن علاقات الحب والزواج والطلاق ومختلف القضايا الاجتماعية والأسرية وتقاليد وعادات المجتمع المحيط.
وفيه المزيد من القصص ليس قصه واحده .والمسلسل مقسم إلى جزأين.وكل جزء يتكون من 15.

## طاقم العمل
- محمد المنصور.
- لطيفة المجرن.
- عبد الرحمن العقل.
- فاطمة الحوسني.
- إلهام الفضالة.
- حسين المنصور.
- طيف.
- منى شداد.
- سلمى سالم.
- عبير أحمد.
- أحمد إيراج.
- لمياء طارق.
- هاجر اليوسفي.
- محمود بوشهري.
- عبد الله بوشهري.
- فاطمة الصفي.
- هيا عبدالسلام.
- فؤاد علي.
- نور الغندور.
- ريم ارحمة.
- غزلان.
- ناصر عباس.
- حلا
- حمد العماني